# تلخة دان جوكار (مارغون)
تلخة دان جوکار (بالفارسية: تلخه دان جوکار) هي قرية تقع في إيران في قسم مارغون الريفي. يقدر عدد سكانها بـ 12 نسمة بحسب إحصاء 2016.